# Daniel López Rojas
Daniel Fernando López Rojas (Ovalle, Región de Coquimbo, Chile, 6 de marzo de 1969) es un exfutbolista chileno. Jugaba de defensa y militó en diversos clubes de Chile. 

## Trayectoria
Comenzó su carrera profesional a los 18 años, debutando por Coquimbo Unido ante Unión La Calera, siendo dirigido por el entrenador Ramón Climent. Formó parte del plantel coquimbano del año 1990 que logró el subcampeonato de la entonces Segunda División, y que al año siguiente se coronó como subcampeón del campeonato de Primera División.
En 1992 firmó con Universidad Católica, en donde se coronó como campeón de la Copa Interamericana 1994, Copa Chile 1995 y Torneo Apertura 1997, además del subcampeonato de la Copa Libertadores 1993. En el cuadro de la franja estuvo hasta mediados de 1997, jugando el segundo semestre de dicha temporada por Deportes Antofagasta, donde descendió a la Primera B.
En 1998 regresó a Coquimbo Unido, defendiendo al equipo filibustero por 3 temporadas. En 2001 pasó a defender los colores de Audax Italiano, en donde se retiró a fines de la temporada 2003.

## Selección nacional
En 1993  fue parte de la Selección Chilena de Fútbol, que participó en la Copa América de Ecuador 1993, sin ver minutos. Al año siguiente, fue nominado por Mirko Jozić, donde disputó tres partidos, ante Francia y dos ante Arabia Saudita.

### Participaciones en Copa América
| Torneo            | Sede    | Resultado     |
| ----------------- | ------- | ------------- |
| Copa América 1993 | Ecuador | Primera ronda |

### Partidos internacionales
| Partidos internacionales | Partidos internacionales | Partidos internacionales               | Partidos internacionales | Partidos internacionales | Partidos internacionales | Partidos internacionales | Partidos internacionales | Partidos internacionales | Partidos internacionales |
| N.º                      | Fecha                    | Estadio                                | Local                    | Resultado                | Visitante                | Goles                    | Asistencias              | DT                       | Competición              |
| ------------------------ | ------------------------ | -------------------------------------- | ------------------------ | ------------------------ | ------------------------ | ------------------------ | ------------------------ | ------------------------ | ------------------------ |
| 1                        | 22 de marzo de 1994      | Estadio Gerland, Lyon, Francia         | Francia                  | 3-1                      | Chile                    |                          |                          | Mirko Jozić              | Amistoso                 |
| 2                        | 26 de marzo de 1994      | Estadio Rey Fahd, Riad, Arabia Saudita | Arabia Saudita           | 0-2                      | Chile                    |                          |                          | Mirko Jozić              | Amistoso                 |
| 3                        | 29 de marzo de 1994      | Estadio Rey Fahd, Riad, Arabia Saudita | Arabia Saudita           | 2-2                      | Chile                    |                          |                          | Mirko Jozić              | Amistoso                 |
| Total                    | Total                    | Total                                  | Presencias               | 3                        | Goles                    | 0                        |                          |                          |                          |

| Selección chilena | Selección chilena | Selección chilena |
| Año               | Partidos          | Goles             |
| ----------------- | ----------------- | ----------------- |
| 1994              | 3                 | 0                 |
| Total             | 3                 | 0                 |

## Clubes
| Club                 | País  | Año       |
| -------------------- | ----- | --------- |
| Coquimbo Unido       | Chile | 1987-1991 |
| Universidad Católica | Chile | 1992-1997 |
| Deportes Antofagasta | Chile | 1997      |
| Coquimbo Unido       | Chile | 1998-2000 |
| Audax Italiano       | Chile | 2001-2003 |

## Palmarés

### Títulos nacionales
| Título           | Equipo                    | País  | Año    |
| ---------------- | ------------------------- | ----- | ------ |
| Copa Chile       | C.D. Universidad Católica | Chile | 1995   |
| Primera División | C.D. Universidad Católica | Chile | 1997-A |

### Torneos internacionales
| Título              | Equipo               | País  | Año  |
| ------------------- | -------------------- | ----- | ---- |
| Copa Interamericana | Universidad Católica | Chile | 1994 |